# Vincenzo Errante (politico)
Vincenzo Errante (Palermo, 17 luglio 1813 – Roma, 29 aprile 1891) è stato un patriota, politico e letterato italiano.

## Biografia
Nato a Palermo dalla nobile famiglia Errante dei Baroni della Vanella, originaria di Polizzi Generosa.
Il padre, Celidonio, fu magistrato e filologo.
Laureato in legge, partecipò attivamente alla Rivoluzione del 1848. Fu deputato della città di Palermo presso il Parlamento Siciliano.
Nel mese di novembre del 1848 divenne ministro di Grazia e Giustizia nel governo provvisorio presieduto da Vincenzo Fardella di Torrearsa. Nel mese di marzo del 1849 fu nominato ministro della Pubblica Istruzione e dei Lavori Pubblici.
Dopo il ritorno dei Borbone, si rifugiò in esilio tra Malta, Genova e Torino. Nel 1860 tornò a Palermo, nominato da Giuseppe Garibaldi segretario di Stato per la Giustizia e il Culto nel governo dittatoriale. 
Successivamente fu eletto Procuratore Generale presso la Corte di Catania e nominato Consigliere della Corte di Cassazione di Palermo.
Nel 1861 fu eletto deputato alla Camera del Regno d'Italia (nel collegio di Petralia Soprana) e nel 1865 (nel collegio di Prizzi) dopo aver vinto un ballottaggio in data 29 ottobre.
Nel 1868 entrò nel Consiglio di Stato. Nel 1870 fu nominato senatore del Regno d'Italia. Nel 1887 fu presidente di sezione del Consiglio di Stato. Fu inoltre membro della Società Siciliana per la Storia Patria.
Sposatosi con la piemontese Francesca Giacometti, ebbe tre figli: Rosina, Maria e Celidonio.
Suo nipote omonimo Vincenzo fu un apprezzato germanista. 
Compose poesie, tragedie e libretti musicali. Scrisse due monografie storiche: 
Washington (1880), comparando le condizioni della società europea con quella degli Stati Uniti, e Storia dell'Impero Osmano (1883).
La sua salma nel 1891 fu trasportata da Roma a Palermo.
È sepolto presso la chiesa di San Domenico (Palermo), con busto scolpito da Pasquale Civiletti nel 1897.

## Opere
- Ad Emilia Hallez, Carme e Sonetti di Vincenzo Errante, Palermo, 1839.
- La Casa dello Spirito Santo in Palermo, Palermo, 1843.
- Poesie di Vincenzo Errante, Firenze, 1846.
- Liriche e tragedie di Vincenzo Errante, Roma, 1874.
- Washington, 1880.
- Storia dell'Impero Osmano da Osman alla Pace di Carlowitz, Roma, 1882.